# Нуарон-сюр-Без
Нуаро́н-сюр-Без (фр. Noiron-sur-Bèze) — коммуна во Франции, находится в регионе Бургундия. Департамент коммуны — Кот-д’Ор. Входит в состав кантона Мирбо-сюр-Без. Округ коммуны — Дижон.
Код INSEE коммуны — 21459.

## Население
Население коммуны на 2010 год составляло 210 человек.
| 1962 | 1968 | 1975 | 1982 | 1990 | 1999 | 2010 |
| ---- | ---- | ---- | ---- | ---- | ---- | ---- |
| 195  | 168  | 172  | 178  | 183  | 166  | 210  |

## Экономика
В 2010 году среди 126 человек трудоспособного возраста (15—64 лет) 99 были экономически активными, 27 — неактивными (показатель активности — 78,6 %, в 1999 году было 69,9 %). Из 99 активных жителей работали 93 человека (48 мужчин и 45 женщин), безработных было 6 (3 мужчин и 3 женщины). Среди 27 неактивных 11 человек были учениками или студентами, 11 — пенсионерами, 5 были неактивными по другим причинам.